# مصطفى صبري (لاعب كرة قدم)
مصطفى صبري (13 فبراير 1984 بشيراز في إيران - ) هو لاعب كرة قدم إيراني في مركز الدفاع. لعب مع نادي سايبا ونادي صنعت نفط عبادان ونادي فجر شهيد سباسي.

## وصلات خارجية
- مصطفى صبري على موقع قاعدة بيانات كرة القدم.إي يو (الإنجليزية)